# Rafael Rato
Rafael França Bezerra de Lira, más conocido como Rafael Rato, (Recife, 16 de junio de 1983) es un jugador de fútbol sala brasileño que juega de ala en el Viña Albali Valdepeñas de la Liga Nacional de Fútbol Sala. Es internacional con la selección de fútbol sala de Brasil.
Con la selección brasileña ganó la Copa Mundial de fútbol sala de la FIFA 2012.

## Palmarés

### Banespa
- Campeonato Metropolitano (1): 2002
- Liga paulista de fútbol sala (1): 2002

### Ulbra
- Liga de Brasil de fútbol sala (1): 2003

### Santiago Futsal
- Supercopa de España de Fútbol Sala (1): 2010

### Inter Movistar
- Liga Nacional de Fútbol Sala (4): 2014, 2015, 2016, 2017
- Copa del Rey de fútbol sala (1): 2015
- Copa de España de Fútbol Sala (3): 2014, 2016, 2017
- Supercopa de España de Fútbol Sala (1): 2015
- Copa de la UEFA de Fútbol Sala (1): 2017

## Clubes
- Sport Recife (2001-2002)
- Esporte Clube Banespa (2002-2003)
- Ulbra (2003-2004)
- Las Rozas FS (2004-2006)
- FS Cartagena (2006-2007)
- Playas de Castellón Fútbol Sala (2007-2009)
- Santiago Futsal (2009-2011)
- Inter Movistar (2011-2019)
- Viña Albali Valdepeñas (2019-)